# Чемпионат Беларуси по футзалу 2015/2016
Чемпионат Республики Беларусь по футзалу 2015/2016 (официально — XXI чемпионат Республики Беларусь по футзалу) прошел с 29 января по 24 апреля 2016 года. В чемпионате участвовали 8 клубов, турнир прошел в два круга.

## Участники
| Клуб                 | Город    | Место 2014/15 |
| -------------------- | -------- | ------------- |
| Аист                 | Пинск    | 4             |
| БелГУТ               | Гомель   | 6             |
| Бобруйск             | Бобруйск | 5             |
| Военная Академия     | Минск    | -             |
| Медик                | Гомель   | -             |
| Меркурий-ГТК         | Брест    | -             |
| Следственный комитет | Минск    | -             |
| Строитель            | Червень  | 2             |

## Календарь туров
| № тура | Дата проведения | Место проведения                                                                          |
| ------ | --------------- | ----------------------------------------------------------------------------------------- |
| 1      | 29 — 31 января  | Гомель, Дворец игровых видов спорта                                                       |
| 2      | 26 — 28 февраля | Пинск, СК ПолесГУ                                                                         |
| 3      | 11 — 13 марта   | Червень, СК «Игумен»                                                                      |
| 4      | 25 — 27 марта   | Брест, УСК «Виктория»                                                                     |
| 5      | 8 — 10 апреля   | Пинск, Гомель, Дворец игровых видов спорта                                                |
| 6      | 16 — 24 апреля  | Пинск, СК ПолесГУ (1 матч) Червень, СК «Игумен» (1 матч) Минск, СК «МАПИД», ДИВС «Уручье» |

## Турнирная таблица
| М | Команда              | И  | В  | Н | П  | Мячи    | ±   | О  |
| - | -------------------- | -- | -- | - | -- | ------- | --- | -- |
| 1 | Меркурий-ГТК         | 14 | 10 | 3 | 1  | 43 − 22 | +21 | 33 |
| 2 | Аист                 | 14 | 7  | 4 | 3  | 41 − 33 | +8  | 25 |
| 3 | Бобруйск             | 14 | 7  | 4 | 3  | 59 − 35 | +24 | 25 |
| 4 | Строитель            | 14 | 7  | 3 | 4  | 43 − 32 | +11 | 24 |
| 5 | Военная Академия     | 14 | 5  | 2 | 7  | 32 − 37 | −5  | 17 |
| 6 | Медик                | 14 | 4  | 2 | 8  | 39 − 46 | −7  | 14 |
| 7 | БелГУТ               | 14 | 3  | 1 | 10 | 20 − 50 | −30 | 10 |
| 8 | Следственный комитет | 14 | 2  | 3 | 9  | 28 − 50 | −22 | 9  |

И — игры, В — выигрыши, Н — ничьи, П — проигрыши, Мячи — забитые и пропущенные голы, ± — разница голов, О — очки

## Лучшие игроки
- Лучший вратарь: Андрей Шоломицкий (Аист)[1]
- Лучший защитник: Сергей Левоцкий (Аист)[1]
- Лучший нападающий: Владимир Пышков (Меркурий-ГТК)[1]
- Лучший игрок: Дмитрий Кохно (Бобруйск)[1]
- Лучший бомбардир: Евгений Каратченя (Бобруйск)[1] — 17 гола